# Bertrand Ract-Madoux
Pour les articles homonymes, voir Ract-Madoux.
Bertrand Ract-Madoux, né le 9 février 1953 à Saumur, est un officier général français, chef d'état-major de l'Armée de terre, puis gouverneur des Invalides.

## Biographie
Après deux années de classe préparatoire (« corniche ») au Prytanée national militaire de La Flèche, il entre à l’École spéciale militaire de Saint-Cyr en 1972, promotion Général de Linares (1972-1974) À l'issue de sa scolarité, il choisit l'arme blindée cavalerie.
En juillet 1995, il prend le commandement du 1er régiment de spahis à Valence (Drôme) avant d'être promu colonel le 1er octobre 1996. De février à juin 1996, il commande le bataillon d'infanterie no 2 de l'IFOR à Sarajevo en ex-Yougoslavie.
Auditeur au Centre des hautes études militaires et stagiaire à l'Institut des hautes études de défense nationale en septembre 1999, il devient, à l'été 2000, adjoint au chef du bureau « études et stratégie militaire » de l'état-major des armées à Paris. Il est le rédacteur du chef d’état-major des Armées.
En août 2002, il prend la tête de la 2e brigade blindée à Orléans, étant promu général de brigade le 1er septembre de la même année.
Au cours de cette affectation, il participe d'octobre 2003 à février 2004 à l'opération Licorne en Côte d'Ivoire en qualité de commandant tactique des Forces françaises en Côte d'Ivoire. Il quitte le commandement de la 2e brigade blindée en août 2004.
Il est ensuite promu général de division le 1er juin 2005.
Général de corps d’armée en 2007, il occupe depuis le 1er septembre 2007 le poste de directeur du cabinet de la direction générale de la Sécurité extérieure.
Général d’armée en 2011 il est nommé chef d'état-major de l'Armée de terre du 1er septembre 2011 au 31 août 2014. Il est depuis cette date dans la deuxième section des officiers généraux.
Il est nommé gouverneur des Invalides par décret du 19 septembre 2014.
Il quitte sa fonction de gouverneur des Invalides, à sa demande, le 22 mai 2017 par décret du président de la République en date du 10 mai 2017.
Le 8 avril 2017, il annonce sa candidature aux élections législatives dans la première circonscription de la Drôme. Il est soutenu par Les Républicains. À l'issue du premier tour il remporte 18,86 % des suffrages, soit 6 559 voix, ce qui le place en 2e position derrière la candidate LREM Mireille Clapot. Celle-ci le bat au second tour.
Il est le père de Ferréol Ract-Madoux, énarque, haut fonctionnaire, mort en 2010.

## Décorations
|  |  |  |
|  |  |  |
|  |  |  |
|  |  |  |
|  |  |  |
|  |  |  |
|  |  |  |
|  |  |  |
|  |  |  |

### Intitulés
- Brevet de parachutiste militaire ;
- Grand officier de la Légion d'honneur en 2014[6] (commandeur en 2011[7], officier en 2005[8], chevalier en 1996[9]) ;
- Commandeur de l'ordre national du Mérite en 2008[10] (officier en 2000[11], chevalier en 1989) ;
- Croix de la Valeur militaire avec deux citations: une étoile en vermeil et une en bronze ;
- Croix du combattant ;
- Médaille d'Outre-Mer avec agrafe « République de Côte d'Ivoire » ;
- Médaille de la Défense nationale, échelon bronze avec agrafes « Arme blindée » et « Missions d'assistance extérieures » ;
- Médaille de reconnaissance de la Nation avec agrafe « Opérations extérieures » ;
- Médaille commémorative française avec agrafe « Ex-Yougoslavie » ;
- Médaille de l'OTAN pour l'ex-Yougoslavie ;
- European Community Monitor Mission Medal (en) ;
- Commandeur de la Legion of Merit (États-Unis) ;
- Grand officier de l'ordre du Mérite de la République italienne‎ (Italie) ;
- Grand Croix blanche de l'ordre du mérite militaire d'Espagne (Espagne) ;
- Grand officier de l'ordre du roi Abdelaziz (Arabie Saoudite) ;
- Commandeur de l'ordre national de Côte d'Ivoire ;
- Médaille de l'armée polonaise, échelon bronze ;
- Croix de commandeur de l'ordre du Mérite (Allemagne) ;
- Ordre de la Toison d'or, Grand-Croix (Espagne) ;
- Ordre de la Révolution de Saur (Afghanistan);
- Médaille d'or du mérite (nl) (Pays-Bas) ;
- Croix d’honneur
en or des forces armées allemandes ;
- Grand-Croix de l'Ordre du mérite militaire (Portugal) ;
- Commandeur de l'Ordre de Mérite militaire (pt) (Brésil) ;
- Non identifié.